# Ictonyx libyca
La zorrilla líbica o norteafricana (Ictonyx libyca) es una especie de mamífero carnívoro de la familia Mustelidae. Se encuentra en Argelia, Burkina Faso, Chad, Egipto, Eritrea, Libia, Malí, Mauritania, Marruecos, Níger, Nigeria, Sudán, Túnez

## Subespecies
Se reconocen las siguientes subespecies:
- Ictonyx libyca libyca
- Ictonyx libyca multivittata
- Ictonyx libyca oralis
- Ictonyx libyca rothschildi